# Kanton Rezé-2
 Rezé-2 is een kanton van het Franse departement Loire-Atlantique. Het kanton maakt deel uit van het arrondissement Nantes.
In 2020 telde het 37.838 inwoners.

Het kanton werd gevormd ingevolge het decreet van 25 februari 2014 , met uitwerking op 22 maart 2015, met Rezé als hoofdplaats.

## Gemeenten
Het kanton omvat uitsluitend een (centraal en zuidelijk ) deel van de gemeente Rezé.